# لوموت

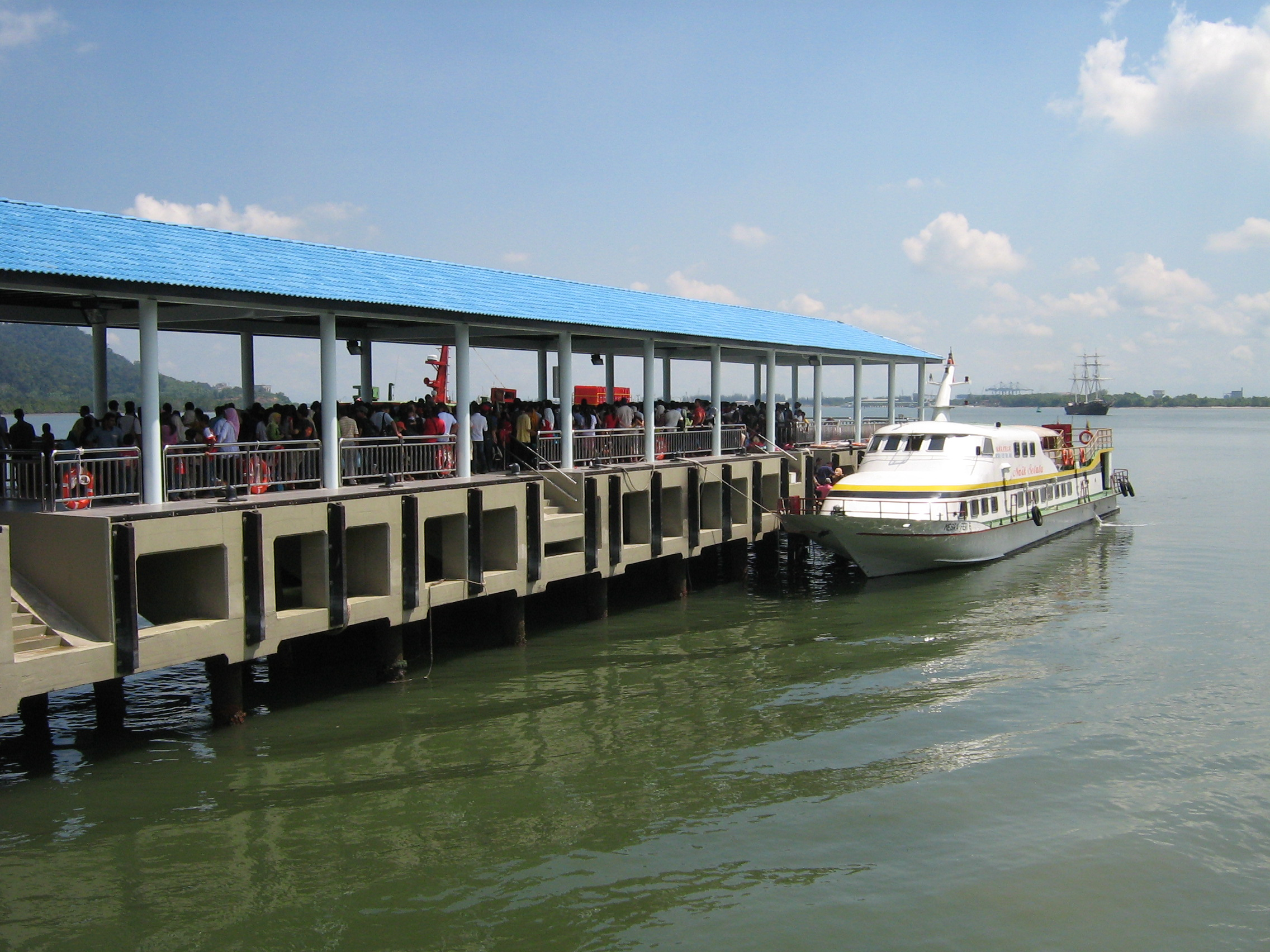
قایق مسافربر در لوموت.

لوموت شهری کوچک واقع در ایالت پراک، مالزی است. این شهر تنها ۳۱٬۸۸۰ نفر جمعیت دارد و در ۸۴ کیلومتری جنوب ایپوه و ۲ کیلومتری سیتیآوان واقع شده و راه اصلی به جزیره پانگ کور است. در ضمن صنایع دستی صدف و مرجان آن نیز معروف است. 
این شهر که زمانی شهر کوچکی برای ماهیگیران بود اکنون به ایستگاه نیروی دریایی سلطنتی مالزی بدل شده است.
واژفٔ "لوموت" در زبان مالایی به معنای خزه، گلسنگ، یا جلبک دریایی است. می‌گویند علت این نام‌گذاری این است که پیش‌ترها پر از خزه بوده است. 
اسکله لوموت راه اصلی ارتباط با جزیره پانگ‌کور است.